# Tucker Smith
Tucker Smith (* 24. April 1936 in Philadelphia, Pennsylvania; † 22. Dezember 1988 in Los Angeles) war ein US-amerikanischer Schauspieler und Tänzer.

## Leben
Smith absolvierte in den Vereinigten Staaten eine Ausbildung zum Schauspieler und Tänzer. In verschiedenen Rollen war er in Filmen tätig, wobei er vor allem durch die Rolle des Gangmitglieds Ice – der nach dem Tod von Russ Tamblyns Figur Anführer der Jets wird und das Lied Cool singt – im Filmklassiker West Side Story berühmt wurde. Überwiegend arbeitete er als Tänzer und Schauspieler in Theaterproduktionen. In den 1970er eröffnete er in Hollywood die Bar Tucker’s Turf. Er verstarb 1988 an Krebs. Er hatte drei Schwestern.

## Filmografie (Auswahl)
- 1961: West Side Story
- 1967: Wie man Erfolg hat, ohne sich besonders anzustrengen (How to Succeed in Business Without Really Trying)
- 1967: Frühling für Hitler (The Producers)
- 1969: Hello, Dolly!
- 1975: At Long Last Love
- 1975: Ins Herz des wilden Westens (Hearts of the West)
- 1977/1978: Drei Engel für Charlie (Charlie's Angels; Fernsehserie, 2 Folgen)
- 1983: Sein oder Nichtsein (To Be or Not to Be)
- 1985: Das A-Team (The A-Team; Fernsehserie, Folge The Heart of Rock N' Roll)